# Vlčí kopec
Lovecký zámeček Vlčí kopec (též Heinrichlust či Josefshof) stojí v parkově upraveném lese na kopci nad řekou Oslavou mezi obcemi Sedlec a Kuroslepy, nedaleko Náměště nad Oslavou. Katastrálně spadá pod Kladeruby nad Oslavou.
V roce 2017 Lesy České republiky postavily lávku přes řeku Oslavu pod Vlčím kopcem. Lávka je dlouhá 35 metrů, je postavena ze dřeva a je v obloukovém tvaru. Stojí na třech železobetonových pilířích. Stojí na stejném místě, kde od roku 1929 stávala Haugwitzova lávka, která byla postavena Klubem českých turistů, v roce 1937 ji pak strhla povodeň. Byla dovezena zpět a následně znovu instalována a po druhé světové válce ji strhly ledy plující po řece.

## Historie
Zámeček se nachází na území bývalého panství Náměšť nad Oslavou. To v roce 1752 zakoupil Bedřich Vilém Haugwitz, ministr a rádce Marie Terezie. V roce 1794 panství převzal jeho syn Jindřich Vilém III., který se pustil do rozsáhlých úprav majetku. Jako velký milovník lovu, nechal roku 1830 vystavět v náměšťských lesích lovecký zámeček Heinrichlust, který daroval svému synovi Karlu Vilému II. V držení rodu Haugwitzů zůstal až do roku 1945, kdy jim byl zkonfiskován a přešel do rukou státu. Ten jej roku 1955 předal lesnímu závodu Náměšť nad Oslavou Energotrustu Brno. V letech 1956–1958 zde firma Energetické rozvodné závody Brno provedla celkovou rekonstrukci areálu za 1 738 709 Kčs. V současné době slouží společnosti E.ON Česká republika, s.r.o. jako školící středisko.

## Popis
Jedná se patrovou budovu vystavěnou v duchu empíru. Ve vstupní hale, ložnici a kuřáckém salonku se dochovaly původní nástěnné malby. Dnes je objekt památkově chráněn.

## Dostupnost
Okolo loveckého zámečku prochází dvojice značených turistických tras – modrá od Březníka na Mohelenský mlýn a zelená od Zňátek na Čučice. Na protějším břehu Oslavy pak prochází červená turistická značka od Náměště nad Oslavou na zříceninu hradu Kraví Hora a cyklostezka 5106 od Náměště nad Oslavou na Skřipinu.

## Objekty v okolí
- Babylon
- Čertův most
- Gloriet
- Haugwitzova alej
- Tvrz Kralice nad Oslavou
- Lamberk
- Zámek Náměšť nad Oslavou
- Sedlecký hrad